# Тяша Возель
Тяша Возель (14 липня 1994) — словенська плавчиня.
Учасниця Олімпійських Ігор 2012, 2016 років.